# Lingue tsimshian
Le Tsimshian (o Nass-Gitksan) sono una famiglia di lingue parlate nel nord-ovest della Columbia Britannica (Canada) e nel sud-est dell'Alaska, su Annette Island e nella zona della città di Ketchikan. Circa 2170 persone di etnia Tsimshian  in Canada parlano lingue di questa famiglia;, mentre solo una cinquantina dei circa 1300 Tsimshian dell'Alaska parlano il dialetto Tsimshian della costa.
Il linguista Edward Sapir ha incluso le lingue Tsimshian nella sua ipotetica famiglia Penutiana, questa teoria non è però accettata dalla maggioranza degli studiosi.

## Classificazione
La famiglia Tsimshian è formata da tre lingue coi relativi dialetti 
[Tra parentesi quadra il codice linguistico internazionale]
1. Lingua tsimshian con due dialetti: Tsimshian della costa (Sm'algyax), Tsimshian meridionale(Old Klemtu, Sguxs, Skiixs) [tsi].

1. Nass–Gitksan
  - Lingua nisga’a  (o Nisqa'a, Nisg̱a'a, Nishga, Nisgha, Niska, Nass, Nishka) [ncg]
  - Lingua gitxsan [git]

Il Nisga'a ed il Gitksan sono molto simili e parecchi linguisti tendono a considerarli dialetti di una stessa lingua. Invece i locutori delle due lingue si considerano  etnicamente separati e quindi diverse anche le lingue.
Dal 2013, corsi di Tsimshian sono stati tenuti all'University of Alaska Southeast.